# Vanessa da Mata

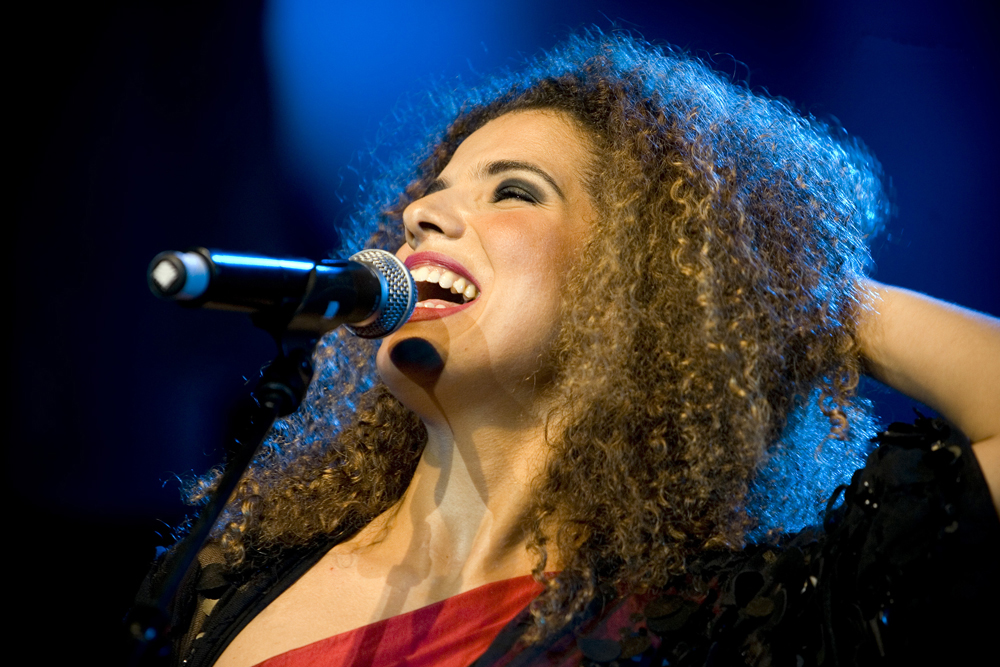
Vanessa da Mata

Vanessa Sigiane da Mata Ferreira (ur. 10 lutego 1976 w Alto Garças, Mato Grosso) – brazylijska piosenkarka i kompozytorka MPB.

## CD
- Vanessa da Mata (2002)
- Essa Boneca Tem Manual (2004)
- Sim (2007)

## Nagrody
- 2006 i 2008 Prêmio Multishow de Música Brasileira